# Assyriska demokratiska rörelsen
Assyriska demokratiska rörelsen eller Assyrian Democratic Movement (ADM, Syriska:  ܙܘܥܐ ܕܝܡܘܩܪܛܝܐ ܐܬܘܪܝܐ  - Zowaa Dimuqrataya Athuraya), även känt som Zowaa, är det största etniskt politiska partiet för assyrier i Irak.